# Prissila Howard
Prissila Stephany Howard Neira (Piura, 21 de septiembre de 1991) es una modelo, empresaria y exreina de belleza peruana, quién representó a dicho país en los certámenes de Miss Grand Internacional 2016 y Miss Universo 2017. Es dueña y fundadora de la Organización y Plataforma peruana Crece 360.

## Historia
Nació en Piura, ciudad ubicada en la costa norte del Perú. Durante su adolescencia, pertenecía a la Federación Peruana de Natación. Años después viajó a Lima para estudiar en la Universidad Peruana de Ciencias Aplicadas, en donde terminó graduándose en la carrera de Administración Internacional de Recursos Humanos. En 2013, participó en el programa de telerrealidad Esto es guerra y en Bienvenida la tarde.

## Miss Perú
Howard articipó en el certamen nacional de Miss Perú 2016 en abril de ese año, en donde quedó como Primera Finalista, mientras que la ganadora fue Valeria Piazza representando a Lima. Al quedar como Primera Finalista, fue elegida como Miss Grand Perú 2016 para representar al Perú en el Miss Grand Internacional de ese año.

### Miss Grand Internacional 2016
Howard representó al Perú en octubre de ese año en el certamen de Miss Grand Internacional, realizado en Las Vegas, Estados Unidos. Resultó finalista, dentro del top 10.

### Miss Universo 2017
A mediados de septiembre de 2017, la Presidenta de la organización del Miss Perú, Jessica Newton anunció en su cuenta personal de Instagram que designaba a Howard como representante del Perú para la 66° edición del Miss Universo, dado que el concurso nacional para el 2017 no se llevó a cabo. El 22 de septiembre, fue coronada oficialmente como Miss Perú Universo 2017, por la Miss Perú Saliente Valeria Piazza y la Miss Universo 2016, la francesa Iris Mittenaere. El 28 de noviembre, Howard repesentó al Perú en el Miss Universo 2017, realizado en Las Vegas. Howard no logró clasificar en el cuadro de las 16 Finalistas.

## Después del Miss Perú y Miss Universo 2017
El 29 de octubre de 2017, Howard entregó su corona y coronó a Romina Lozano del Callao, como Miss Perú 2018. Desde entonces, dirige la fundación Crece 360, creada por ella misma en 2016.

## Programas de Televisión

### TV Realitys
- Esto es Guerra (2013) - Participante
- Bienvenida la tarde: la competencia (2012, 2014) - Participante

| Predecesor: Alejandra Almonte Ucayali       | Miss Grand Perú 2016 | Sucesor: María José Lora Trujillo |
| Predecesor: Valeria Piazza Distrito capital | Miss Perú 2017       | Sucesor: Romina Lozano Callao     |